# С чёрного хода (фильм, 2009)
«С чёрного хода» — российский художественный фильм 2009 года режиссёра Станислава Митина, по повести Михаила Рощина «Чёрный ход. Воспоминание».

## Сюжет
Ленинград, осень 1949 года. Вернувшись после летних каникул, возмужавший девятиклассник Миша на праздновании первого сентября натыкается взглядом на Анну Николаевну, учительницу младших классов. Чтобы встречать её не только в коридорах школы, юноша соглашается взять шефство над пятым классом, где Анна Николаевна стала классной руководительницей.
И пока сверстники устраивают «домашний клуб», пьют вино и прячут от родителей порнографические открытки, Миша увлечённо занимается внеклассной работой, лишь бы провести лишнюю минуту со своей первой любовью. И вскоре между молодой женщиной, потерявшей на фронте жениха, и юным мальчиком вспыхивает роман. Анна Николаевна назначает Мише свидание у чёрного хода школы, втайне понимая, что их связь изначально обречена и рано или поздно слух об их свиданиях дойдёт до школьного начальства…

## Критика
Ирина Корнева в «Российской газете» писала, что фильм — представляет собой «простую и ясную, можно сказать, классическую мелодраму», по которой кинозритель уже успел соскучиться, отметив при этом точность передачи духа и стиля эпохи и целомудренность актёрской игры.

...Некоторые критики восклицали, что сейчас снимать так, как Станислав Митин, уже нельзя. Режиссёра даже обвиняли в отсутствии провокации в его фильме. Он ответил, что его фильм, по сути дела, и есть провокация, потому что в нём есть то, что является сегодня большим дефицитом, – добро, любовь, красота человеческого общения...

## В ролях
- Владимир Кузнецов  — Миша
- Светлана Щедрина  — Анна Николаевна
- Полина Филоненко — Подруга Анны Николаевны
- Александр Кабанов  — Нос
- Алла Одинг — учительница
- Сергей Гамов — директор школы

## Съёмочная группа
- Автор сценария и режиссёр: Станислав Митин
- Оператор: Сергей Ландо
- Художник-постановщик: Владимир Светозаров
- Звукорежиссёр: Алиакпер Гасан-заде
- Продюсер:  Вячеслав Тельнов, Ольга Аграфенина

## Фестивали и награды
- 2009 — Фильм-открытие фестиваля «Литература и кино», Гатчина
- 2009 — Участие в кинофестивале «Виват кино России!»[3], Санкт-Петербург
- 2009 — Премия за лучшую мужскую роль (Владимир Кузнецов) на XVIII открытом кинофестивале стран СНГ, Латвии, Литвы и Эстонии «Киношок»[4][5]
- 2009 — Участие в кинофестивале ФильмФест[нем.], Гамбург[6].
- 2009 — Участие в кинофестивале «Лістапад» (Минск, Белоруссия)[7]
- 2009 — Участие в фестивале российского кино в Онфлёре, Франция[8]
- 2010 —  Участие в фестивале российского кино «Русское возрождение» в Австралии[9][10]
- 2010 — Награды  XIV Фестиваля визуальных искусств за лучшую операторскую работу (Сергей Ландо) и работу художника-постановщика  (Владимир Светозаров)
- 2012 — Участие в кинофестивале «Спутник над Польшей», Польша[11]

## Интересные факты
- Обложка фильма была выпущена с ошибкой:  Владимир Кузнецов  был назван «Сергеем Кузнецовым»[12][13].